# Black Cocaine
Albums de Mobb Deep
White Cocaine
(2011) The Infamous Mobb Deep
(2014)
Black Cocaine est un EP de Mobb Deep, sorti le 21 novembre 2011.
L'album s'est classé 21e au Top Rap Albums, 22e au Top Independent Albums et 33e au Top R&B/Hip-Hop Albums.

## Liste des titres
| No | Titre                                    | Producteurs   | Durée |
| -- | ---------------------------------------- | ------------- | ----- |
| 1. | Dead Man Shoes (featuring Bounty Killer) | Beat Butcha   | 4:42  |
| 2. | Black Cocaine                            | The Alchemist | 4:09  |
| 3. | Conquer                                  | Havoc         | 3:23  |
| 4. | Get It Forever (featuring Nas)           | The Alchemist | 4:02  |
| 5. | Last Days                                | Young Free    | 3:13  |

| 6. | Waterboarding | The Alchemist         | 3:32 |
| 7. | Street Lights | J.U.S.T.I.C.E. League | 4:23 |

## Samples
- Black Cocaine contient un extrait du discours War on Drugs de Richard Nixon[9].
- Conquer contient un sample de The Journey de Rick Wakeman.
- Get It Forever contient un sample de God Bless Our Love de The Ballads, et de Rickard Escapes de Jerry Goldsmith (tiré du film Les Complices de la dernière chance).
- Waterboarding contient un sample de Tohubohu Part I de Marc Moulin.